# Metal Gear Solid V: Ground Zeroes
Metal Gear Solid V: Ground Zeroes – komputerowa gra akcji z serii Metal Gear, w reżyserii Hideo Kojimy i wyprodukowana przez japońskie studio Konami i Kojima Productions. Gra została wydana 18 marca 2014 roku na platformy PlayStation 3, PlayStation 4, Xbox 360 oraz Xbox One, a 18 grudnia na PC. Produkcja stanowi prolog do gry Metal Gear Solid V: The Phantom Pain.

## Fabuła
Akcja gry rozgrywa się w roku 1975, jedenaście lat po wydarzeniach z Metal Gear Solid 3: Snake Eater i rok po wydarzeniach z Metal Gear Solid: Peace Walker.
Paz Ortega Andrade i Ricardo "Chico" Valenciano Libre przetrzymywani są w silnie strzeżonym przez organizację XOF (aluzja do FOXHOUND) obozie Omega na Kubie. Oboje posiadają informacje dotyczące Big Bossa oraz jego organizacji Militaires Sans Frontières. Zadaniem Snake’a i Kazuhiry "Kaza" Millera jest przeniknięcie na teren wroga i odbicie zakładników.

## Rozgrywka
Gra została oparta na silniku Fox Engine.